# Мёлльхаузен, Натали
Натали́ Мёлльха́узен (нем. Nathalie Moellhausen; род. 1 декабря 1985, Милан) — итальянская и бразильская фехтовальщица на шпагах, двукратная чемпионка мира, чемпионка Европы, победительница Панамериканского чемпионата. С 2014 года выступает под бразильским флагом. Первая в истории Бразилии обладательница медали любого достоинства на чемпионатах мира по фехтованию.
Родилась в Милане, отец имеет немецко-итальянские корни, а мать Валерия Ферлини — бразильские. Натали начала заниматься фехтованием в возрасте 5 лет.

## Спортивная карьера
Тренировалась у Николы Помарнаски, затем у Сандро Резеготти. С 18 лет начала тренироваться в клубе итальянских ВВС Centro Sportivo Aeronautica Militare, затем переехала в Париж к французскому тренеру Даниэлю Левавассёру, который тогда работал с двукратной олимпийской чемпионкой Лорой Флессель. В 2004 году Натали завоевала бронзу на юниорском чемпионате мира в Пловдиве.
В 2007 году в возрасте 21 года стала чемпионкой Европы в Генте в командном турнире шпажисток (вместе с Кристианой Кашоли, Бьянкой Дель Карретто и Франческой Боскарелли). В 2009 году в Анталье Натали стала чемпионкой мира в составе сборной Италии в командном первенстве (вместе с Кристианой Кашоли, Бьянкой Дель Карретто и Франческой Куондамкарло).
В 2010 году завоевала серебро чемпионата Европы в Лейпциге в командах (поражение в финале от сборной Польши). В том же году стала бронзовым призёром в личном первенстве на чемпионате мира в Париже. В 2011 году стала бронзовым призёром чемпионата Европы в Шеффилде в личном первенстве (поражение в полуфинале от будущей чемпионки Тиффани Жеруде из Швейцарии). На чемпионате мира 2011 года в Катании сборная Италии с Мёлльхаузен в составе завоевала бронзу, победив в матче за третье место команду Германии.
На Олимпийских играх 2012 года Натали была только запасной в сборной Италии. Итальянки рассматривались как одни из основных претендентов на награды в командном первенстве, но выступили неудачно. Они уступили американкам в 1/4 финала (35-45), Мёлльхаузен только раз вышла на дорожку, проиграв Сьюзи Сканлан со счётом 3-5. Затем итальянки проиграли румынкам (38-45), Натали выиграла два из трёх своих поединков; а затем во встрече за седьмое место сборная Италии была сильнее Украины (45-40). После Игр 2012 года Натали решила сделать паузу в соревновательной карьере. В 2013 году она принимала участие в художественной части гала-концерта Международной федерации фехтования в Гран-Пале в Париже.

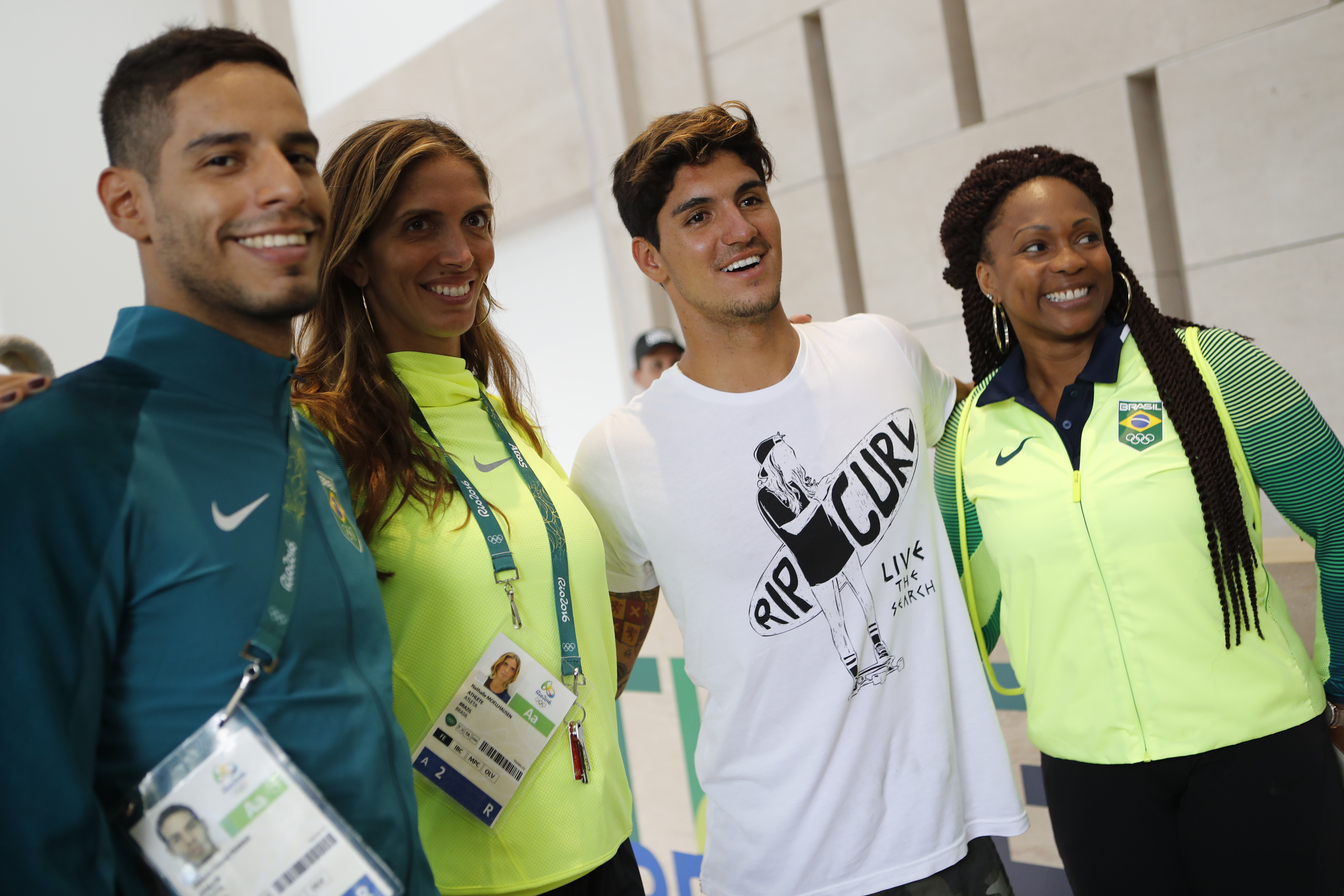
Мёлльхаузен (вторая слева) во время Олимпийских игр 2016 года в Рио-де-Жанейро

В начале 2014 года Натали объявила о возобновлении карьеры под флагом Бразилии. Своё решение выступать за команду, в которой не было ни одной фехтовальщицы в топ-100 мирового рейтинга в шпаге, Мёлльхаузен объяснила намерением принять участие в Олимпийских играх 2016 года. Она начала тренироваться под руководством Левавассёра и Лоры Флессель. В 2015 году она стала победительницей Панамериканского чемпионата в Сантьяго в личном первенстве, победив в финале американку Келли Хёрли, а также завоевала две бронзы на Панамериканских играх в Торонто в личном и командном первенстве (в командном турнире бразильянки всего один укол проиграли американкам в полуфинале — 31-32).
На Олимпийских играх 2016 года Натали в личном первенстве дошла до 1/4 финала, где уступила 24-летней француженке Лоран Рамби (12-15). В командном первенстве бразильянки уже в первом круге уступили сборной Украины со счётом 32-45, Натали принесла своей команде 18 очков, пропустив при этом 23.
В 2017 году стала бронзовым призёром Панамериканского чемпионата в Монреале в личном первенстве.
В 2019 году в Будапеште Мёлльхаузен принесла Бразилии первую в истории медаль во всех дисциплинах фехтования на чемпионатах мира. В финале личного первенства она в дополнительное время победила китаянку Линь Шэн (13-12).
На Олимпийских играх 2020 года Натали уже в первом бою уступила Росселле Фьяминго (9-10).
На Олимпийских играх 2024 года в первом же бою уступила канадке Рюиэн Сяо (11-15).